# Annona deminuta
Annona deminuta R.E.Fr. – gatunek rośliny z rodziny flaszowcowatych (Annonaceae Juss.). Występuje naturalnie w Kolumbii, Ekwadorze, Peru oraz Brazylii (w stanach Amazonas i Roraima). 

## Morfologia
PokrójZimozielony krzew.
LiścieMają kształt od odwrotnie owalnego do odwrotnie lancetowatego. Mierzą 6–10 cm długości oraz 2–4,5 cm szerokości. Nasada liścia jest klinowa. Liść na brzegu jest całobrzegi. Wierzchołek jest spiczasty. Ogonek liściowy jest nagi i dorasta do 5–6 mm długości.
KwiatySą pojedyncze. Rozwijają się w kątach pędów. Działki kielicha mają owalny kształt. Płatki są owalne i osiągają do 20 mm długości.
OwoceTworzą owoc zbiorowy. Mają kulisto jajowaty kształt. Osiągają 3–6 mm długości oraz 3–4,5 mm średnicy.